# Källkod

Ett Hello World-exempel i programspråket Java, med prolog i rött, kommentarer i grönt samt själva programkoden i blått.

Källkod (från den engelska termen source code), även kallad programtext, programkod eller ibland bara program eller kod, utgörs av instruktioner, data och kommentarer i ett givet programspråk. Källkodens form är ämnad för att vara lättarbetad och förståelig för en mänsklig programmerare, samtidigt som en dator lätt kan tolka den.
Det är i form av källkod som programmerare skriver, rättar och förändrar datorprogram, men delar av texten kan i vissa fall även genereras automatiskt. Programtexten kompileras sedan oftast till maskinkod som kan exekveras (utföras) direkt och effektivt av en dators processorer. Det finns även språkvarianter där en så kallad interpretator tolkar programtexten medan programmet körs. Sådana program kallas numera ofta för skript.
Man kan tala om källkoden till en specifik funktion eller algoritm. Dock är det då ofta fråga om så kallad pseudokod, en mindre precis och formell programtextliknande passage, avsedd att beskriva en algoritm för en mänsklig läsare.

## Juridik
Källkod kan vara sluten och hemlig (kunden eller allmänheten får inte se den) eller öppen. Sluten källkod kan deponeras hos en oberoende tredje part som låter datorprogrammets användare få tillgång till koden om leverantören inte fullgör sina åtaganden gentemot kunden, till exempel vid en konkurs. Utan tillgång till källkod är det normalt mycket svårt att underhålla, utveckla och rätta fel i ett datorprogram. Genom verifiering (kontroll) av depositionen och bevakning av att uppdateringar görs blir depositionen kvalitetsmässigt säkrad.